# Luisa de la Ascensión
Luisa Ruiz de Colmenares, Sor Luisa de la Ascensión (n. Madrid, 1565 - f. Valladolid, 28 de octubre de 1636), más conocida como la monja de Carrión, en referencia al Monasterio de Santa Clara, situado en la localidad palentina de Carrión de los Condes, donde residió gran parte de su vida, y donde se hizo internacionalmente conocida por sucesos místicos y por sus grandes dotes musicales y líricas.

## Biografía
La monja de Carrión, cuyo nombre religioso responde a Sor Luisa de la Ascensión, y su patronímico, Luisa Colmenares y Cabezón, fue nieta por ascendencia materna de Antonio Cabezón, uno de los músicos y compositores españoles más destacados del siglo XVI.
Hija de Juan de Colmenares, natural de Villanuño (Palencia), y de Jerónima Cabezón y Padilla, nacida en Madrid, Sor Luisa formaba parte de una acomodada familia, puesto que su padre fue criado del rey Felipe II, y su madre, camarera de la emperatriz Isabel de Portugal. Antes de ser la esposa de Juan de Colmenares, la madre de Sor Luisa se casó en primeras nupcias en Alemania con Cristóbal de Urbina .
Sor Luisa nació en Madrid de casualidad, ya que la familia vivía en Carrión de los Condes. Debido a la enfermedad de un pariente se trasladaron temporalmente a la capital del reino. Tras el regreso de la familia a la localidad palentina, Luisa emitía sus votos en el convento de Santa Clara de Carrión el 10 de mayo de 1584.
Desde su ingreso en el convento, Sor Luisa destacó por ser una monja extremadamente piadosa. Tal fue su preeminencia en el convento que se sabe que alcanzó el cargo de abadesa en, al menos, dos ocasiones. Debido a la falta de información en las actas de la elección de los cargos conventuales no se puede saber con exactitud el tiempo en el que Sor Luisa ostentó el cargo de abadesa, aunque se estima que la primera vez que ocupó el cargo de abadesa fue de 1609 a 1611, y la segunda, de 1615 a 1617.
La fama de la monja de Carrión llegó hasta las más altas esferas de la Iglesia católica gracias a numerosos sucesos místicos que se le atribuyeron. Entre ellos se narran varios eventos donde Sor Luisa mostraba el don de revelación prediciendo acontecimientos, así como el don de la aparición, narrándose numerosos casos de bilocaciones que convirtieron la figura de la monja de Carrión en una eminencia cristiana.
Estas divinas virtudes hicieron que la fama de Sor Luisa se extendiera por toda España e incluso en el extranjero, lo cual fue motivo beneficioso para el convento ya que aumentó en número de benefactores. Tal fue la relevancia que cosechó la monja de Carrión, que en 1613 el rey Felipe III viajó hasta el convento palentino para conocer personalmente a la monja y para que esta le aconsejara en asuntos de índole política y religiosa. Cabe destacar, que antes que el rey, el duque de Lerma ya consultó a Sor Luisa en referencia a la expulsión de los moriscos del reino, en 1609.

### Inquisición
En su etapa como abadesa Sor Luisa impuso la igualdad entre las monjas independientemente de la alcurnia. De tal manera que las monjas con apellidos de familias nobles tenían los mismos derechos y obligaciones que el resto de la comunidad conventual. Este cambio, sumado al exigente celo con el que Sor Luisa cumplía el voto de pobreza, provocaron que se ganara varios enemigos influyentes entre la jerarquía eclesiástica, lo que en parte, explica el proceso inquisitorial del que fue objeto, en el que se pusieron en tela de juicio las extraordinarias virtudes difundidas de la monja de Carrión.
Acusada ante el Tribunal de la Inquisición de su posible falsedad y falta de cordura, fue protagonista de una investigación que duró más de catorce años. El Santo Oficio decidió que el enjuiciamiento continuara con Sor Luisa apartada de su comunidad, y fue obligada a permanecer en el convento vallisoletano de agustinas recoletas. Dieciséis meses después de su llegada al convento de Valladolid, el 28 de octubre de 1636, Sor Luisa fallecía.
El proceso inquisitorial continúo hasta el 12 de octubre de 1648 con una sentencia que exculpaba de todas las acusaciones a la monja de Carrión. El 5 de febrero de 1649 su cuerpo fue trasladado al convento carrionense, donde siguen reposando desde entonces.

## Manuscrito
El Libro de música fue un encargo de Melchor de Torres y Carrillo al músico y escriba Martín de Galdámez, como regalo a Sor Luisa de la Ascensión, monja perteneciente la comunidad del convento de Santa Clara la Real de Carrión de los Condes, en 1633.
Ese manuscrito es de un gran valor documental puesto que es uno de los pocos manuscritos musicales dedicados a un convento, ya que la inmensa mayoría del repertorio religioso se dirigía a los centros catedralicios. Pero más valor aporta a este manuscrito el hecho de que sea repertorio polifónico dedicado a agrupaciones femeninas, por lo que el copista y compositor Galdámez tuvo que arreglar las inmensa mayoría de las piezas, que procedían del repertorio latino habitualmente difundido en aquella época, composiciones de Tomás Luis de Victoria, Cristóbal de Morales, Urreda, Melchor Robledo, y otros, a las posibilidades interpretativas de una pequeña capilla de mujeres, ya que la música de la época, y especialmente la religiosa, se componía predominantemente para voces masculinas.
Este procedimiento, excepcionalmente constatado, se traduce, en la mayoría de los casos, en la aplicación de un transporte a la octava superior, de la voz tenor original, resultando una segunda voz de soprano derivada, mientras la voz del bajo se mantiene tal cual, pues en el monasterio de Carrión era interpretado por el bajón, práctica habitual en toda España e Hispanoamérica Por lo cual, este manuscrito muestra además un cambio significativo en la concepción de la música: de la textura clásica de la polifonía renacentista construida con cuatro voces de casi similar importancia, en las que unas se imitan a las otras; en las obras adaptadas resulta una concepción barroca en la que tras voces agudas llevan el texto, mientras que la grave es ejecutada instrumentalmente, y muchas veces es remodelada para que “sostenga”, para que funcione como armónico.
Pese a que en el siglo XVII estaba extendida la práctica musical polifónica en los conventos de clarisas, parece pertinente pensar que Melchor de Torres y Carrillo decidió obsequiar al convento de Carrión con un gran manuscrito musical gracias a las dotes musicales de la ilustre Sor Luisa, a quien, en última estancia, está dirigido el Libro de Música.
Muy pocos documentos mencionan las dotes instrumentales de Sor Luisa, a quien se le atribuyen conocimientos como instrumentista de órgano. No obstante, su abuelo fue el destacado organista Antonio de Cabezón, y su estancia hasta los 16 años en Madrid, con sus padres trabajando dentro del ambiente de la casa real, podrían haber propiciado estos conocimientos musicales avanzados.
Lo que sí sabe con exactitud es que fue una gran cantante y compositora de coplas, tal y como atestigua el manuscrito escrito por su hermano, Francisco de Colmenares. Su hermano describe cómo Sor Luisa interpretaba de memoria la música, mezclada en muchos casos con partes inventadas por ella. Era habitual esta práctica de basarse en un repertorio memorizado al que se le añaden cambios improvisados. De tal modo, que podemos encontrar versos de origen profano modificados para que la letra haga referencia a hechos religiosos, con música que podría ser original de la monja. Algunas de estas piezas profanas, con textos de Lope de Vega, por ejemplo, tornadas a lo divino fueron expuestas en el proceso inquisitorial contra Sor Luisa de la Ascensión